# Эрманас-Мирабаль
Эрманас-Мирабаль (исп. Hermanas Mirabal) — провинция Доминиканской Республики. Была отделена от провинции Эспайльят в 1952 году и изначально носила такое же название как и столица провинции — Сальседо. Название было изменено 21 ноября 2007 года. Новое название провинция получила в честь сестёр Мирабаль, пожертвовавших жизнью за свою страну, отказавшись от привилегированной жизни в борьбе против доминиканского диктатора Рафаэля Трухильо.
В провинции очень плодородная земля и её основным сельскохозяйственным продуктом является плантан.

## Муниципалитеты и муниципальные районы
Провинция разделена на три муниципалитета (municipio), а в пределах муниципалитетов — на два муниципальных района (distrito municipal — D.M.):
- Вилья-Тапия
- Сальседо
  - Хамао-Афуэра (D.M.)
- Тенарес
  - Бланко (D.M.)

Население по муниципалитетам на 2012 год (сортируемая таблица):
| № | Название                   | Общее население | Городское население | Сельское население |
| - | -------------------------- | --------------- | ------------------- | ------------------ |
| 1 | Вилья-Тапия                | 30 021          | 14 521              | 15 500             |
| 2 | Сальседо                   | 62 643          | 34 080              | 28 563             |
| 3 | Тенарес                    | 30 110          | 19 926              | 10 184             |
|   | Провинция Эрманас-Мирабаль | 121 887         | 67 640              | 54 247             |